# 小行星3884
小行星3884（3884 Alferov）是一颗绕太阳运转的小行星，为主小行星带小行星。该小行星于1977年3月13日发现。

## 轨道参数
小行星3884的轨道半长轴为3.1117006 UA，离心率为0.137。